# Mormo unicolor
Mormo unicolor là một loài bướm đêm trong họ Noctuidae.